# Markham L. Gartley
Markham L. Gartley (* 16. Mai 1944) ist ein US-amerikanischer Soldat und Politiker, der von 1968 bis 1972 in nordvietnamesischer Kriegsgefangenschaft und von 1975 bis 1978 Secretary of State von Maine war.

## Leben
Markham Ligon Gartley wurde am 16. Mai 1944 als Sohn von Gerry und Minnie Lee Gartley geboren.
Gartley war als Lieutenant der US Navy Soldat im Vietnamkrieg und wurde im August 1968 gefangen genommen. Erst vier Jahre später kam er frei. Seine Mutter Minnie Lee Gartley reiste nach Hanoi, um ihren Sohn aus der Gefangenschaft abzuholen.
Nach seiner Rückkehr aus Vietnam, lebte Gartley in Greenville, Maine. Als Mitglied der Demokratischen Partei kandidierte er zum Secretary of State und übte dieses Amt von 1975 bis 1978 aus. Im Jahr 1974 kandidierte Gartley erfolglos gegen William Cohen um einen Sitz im Repräsentantenhaus der Vereinigten Staaten.
Gartley lebt heute in North Fort Myers, Florida.